# Requiem for the Indifferent
Requiem for the Indifferent je páté studiové album nizozemské symfonic metalové kapely Epica vydané 9. března 2012. Deluxe edice alba obsahuje bonusové CD s instrumentálními nahrávkami všech skladeb alba.

## Seznam skladeb
1. Karma
2. Monopoly On Truth
3. Storm The Sorrow
4. Delirium
5. Internal Warfare
6. Requiem For The Indifferent
7. Anima
8. Guilty Demeanor
9. Deep Water Horizon
10. Stay The Course
11. Deter The Tyrant
12. Avalanche
13. Serenade Of Self-Destruction

Digipak edice – bonus
1. Nostalgia

## Obsazení
- Simone Simons – mezzosopránový zpěv
- Mark Jansen – kytara, growling, screaming
- Isaac Delahaye – kytara
- Coen Jansen – klávesy
- Yves Huts – basová kytara
- Ariën van Weesenbeek – bicí

### Hosté
- Pěvecký sbor
  - Linda Janssen, Laura Macrì – soprán
  - Amanda Somerville, Tanja Eisl – alt
  - Previn Moore – tenor
  - Christoph Drescher – bas
  - Simon Oberender – doprovodný gregoriánský chorál v písni "Internal Warfare"
- Rob van der Loo – basová kytara v písni "Forevermore"
- Ruurd Woltring – čistý zpěv a screaming v písni "Forevermore"